# Campanar de la Casa de la Vila
El campanar de la Casa de la Vila és una obra modernista en l'edifici de l'antic ajuntament de Sant Fruitós de Bages (Bages) inclosa a l'Inventari del Patrimoni Arquitectònic de Catalunya. L'edifici fou abandonat l'any 2000 després de la construcció del nou ajuntament i la localització del rellotge i del campanar és desconeguda.
Era una petita torreta metàl·lica per sostenir les campanes del rellotge de la casa de la vila. Té forma piramidal, amb quatre peus, travat per una banda de floreig i coronat amb una altra banda de les mateixes característiques. El conjunt és capçat per un parallamps i un penell en forma de sageta. Era el campanar del rellotge de la casa de la vila. Abans de la guerra tenia campanes; hi havia la campana dels quarts i la de les hores. Durant la guerra hi havia la sirena d'alarma. Avui hi ha instal·lada la megafonia municipal. L'interès d'aquest campanar radica en ser un dels pocs exemples al Bages de campanar civil.